# Arno The Kid
Arno Van Impe, beter bekend als Arno The Kid (Overijse, 10 februari 1999) is een Belgisch youtuber en tv-persoonlijkheid. Sinds 2018 is hij te zien in de video's op het YouTube-kanaal van zijn broer Average Rob. In 2023 finishte hij samen met zijn broer zijn eerste volledige Ironman in Klagenfurt. Arno startte in 2024 met het maken van zijn eigen YouTube-video's waarin hij op een humoristische manier allerlei uitdagingen aangaat.

## Biografie
Arno is afkomstig uit Overijse (Vlaams-Brabant). Hij werd tweetalig opgevoed door zijn Franstalige moeder en Nederlandstalige vader. Hij begon op 8-jarige leeftijd met voetballen bij Tempo Overijse. Hij speelde ook enkele seizoenen in de eerste ploeg van ERC Hoeilaart maar na een hardnekkige blessure besloot hij om er even mee te stoppen. Sinds 2023 speelt Arno bij FC Moorsel.

## Arno The Kid
Onder het alter ego van Arno The Kid is Arno Van Impe sinds 2018 te zien in de video’s op het YouTube-kanaal van zijn broer Average Rob. In deze video’s voeren ze samen extreme sporten uit.
In 2022 presenteerde Van Impe samen met influencer Gerben Tuerlinckx het programma ‘Security Checkers’ op VTM GO. In dit programma testen ze de beveiliging uit op verschillende plaatsen en evenementen zoals Plopsaland De Panne.
In 2023 voltooide Arno de Iron-Man in Klagenfurt in 15 uur, 39 minuten en 46 seconden. De voorbereiding en wedstrijd werden vertoond op het YouTube-kanaal van Average Rob.
In februari 2024 startte Arno zijn eigen YouTube-kanaal. In zijn video’s gaat hij op een humoristische manier allerlei uitdagingen aan. Op één jaar tijd behaalde hij 100 000 abonnees.
In juni 2024 presenteerde Van Impe het programma ‘De Juiste Richting’ op VRT MAX. In dit programma brengt Arno telkens 5 leerlingen uit een specifieke technische opleiding (dubbele of arbeidsfinaliteit) samen voor een stevige challenge. Ze krijgen daarvoor 24 uur de tijd.
Op 12 april 2025 finishte Arno Van Impe, samen met zijn broer Rob, de Marathon des Sables. Hij deed er 74 uur, 11 minuten en 50 seconden over.

## Studies
Arno studeerde in het middelbaar topsport aan KA Redingenhof in Leuven.

## Trivia
- De naam ‘Arno The Kid’ was niet zijn eerste keuze; oorspronkelijk overwoog hij de naam ‘Stupid Arno’, maar vond die te belachelijk. Hij koos uiteindelijk voor ‘Arno The Kid’, omdat hij het niet erg vindt om een beetje kinderachtig gevonden te worden.[9]
- Arno begon oorspronkelijk als cameraman voor zijn broer Average Rob, maar groeide al snel uit tot een vast gezicht in de video's.[10]
- In het VRT MAX programma 'MakeUpDate' vertelt Arno dat hij naar het leger zou zijn gegaan als zijn YouTube-carrière niet was gelukt.[11]